# Opactwo Northanger (film 2007)
Opactwo Northanger (ang. Northanger Abbey) – telewizyjna ekranizacja powieści Jane Austen pod tym samym tytułem. Scenariusz napisał Andrew Davies, reżyserią zajął się Jon Jones. Film został wyemitowany 25 marca 2007 roku w telewizji ITV jako część tzw. sezonu Jane Austen.
Zdjęcia kręcono w Irlandii: w hrabstwach Waterford, Meath, Offaly i Wicklow oraz w Dublinie.

## Obsada
- Felicity Jones – Catherine Morland
- JJ Feild – Henry Tilney
- Carey Mulligan – Isabella Thorpe
- William Beck – John Thorpe
- Hugh O’Connor – James Morland
- Catherine Walker – Eleanor Tilney
- Liam Cunningham – General Tilney
- Sylvestra Le Touzel – Mrs Allen
- Desmond Barrit – Mr Allen
- Mark Dymond – Captain Tilney